# Margarida Marante
Maria Margarida Marante Rodrigues Anjos (Lisboa, São João de Brito, 29 de Junho de 1959 - Lisboa, São Sebastião da Pedreira, 5 de Outubro de 2012) foi uma jornalista portuguesa.

## Carreira
Licenciada em Direito e pós-graduada em Direito Comunitário pela Faculdade de Direito da Universidade Católica Portuguesa.
Em 1976 entra para o semanário Tempo. No ano seguinte colabora na revista Opção. Em 1978, por concurso público, ingressa na informação da recém-criada RTP2. No ano seguinte muda-se para a RTP1, onde se torna um dos principais rostos do programa de informação Primeira Página, de debate e entrevistas. De 1983 a 1985 realiza uma especialização em jornalismo nos Estados Unidos da América. Na RTP apresentou vários programas de grandes entrevistas, tendo efectuado também reportagem e recebido um prémio por um trabalho sobre maus-tratos infantis.
Em 1989 é convidada para dirigir a revista Elle. Em 1991 entra para a TSF e torna-se colaboradora do semanário Expresso.
Em 1990 é, com Maria Antónia Palla e Maria Elisa Domingues, despedida da RTP pelo então director-geral José Eduardo Moniz. O motivo alegado é o facto de acumularem o trabalho na televisão pública com cargos nas recém-fundadas revistas femininas (ela como directora da edição portuguesa da Elle desde 1989, Maria Elisa na mesma posição na edição portuguesa da Marie Claire e Palla chefiando a redacção da Máxima). As três jornalistas levam o caso em tribunal e ganham. Mas, ao contrário de Maria Elisa, que exige a reintegração, Margarida, que entretanto voltara à advocacia (no mesmo ano em que foi despedida da RTP também saiu da Elle) decide não o fazer.
Em 1992 faz parte da equipa fundadora do novo canal de televisão SIC. Apresenta aí os programas de actualidade política Sete à Sexta e Contra-Corrente, assim como Crossfire (este com Miguel Sousa Tavares, com o qual já apresentara, na RTP, A Hora da Verdade). A partir de 1996 lança um programa de hora e meia de reportagem e debate sobre temas sociais, Esta Semana, que se mantém até  2001, sendo líder de audiências e premiado com um Globo de Ouro em 1999. Entre 2000 e 2001 apresenta ainda um programa de debate político com José Sócrates, Paulo Portas e Proença de Carvalho. Sai da SIC em outubro de 2001, em solidariedade com Emídio Rangel, então seu marido e director do canal desde a sua fundação, que entrara em conflito  com a administração e saíra em setembro.
Regressa à TSF em 2003, efectuando também entrevistas para a Notícias Magazine, revista de domingo do Diário de Notícias e do Jornal de Notícias. Entre 2006 e 2009 publica no semanário Sol uma entrevista/perfil de um protagonista da actualidade política.
Entre 2009 e 2010 é directora de comunicação da Assistência Médica Internacional. A partir de 2010 trabalha no livro-reportagem "Portugueses na América", um projecto da FLAD (Fundação Luso-Americana para o Desenvolvimento). O livro foi lançado a 6 de dezembro de 2012.
Foi militante do PSD, tendo-se filiado em 1974, com Francisco Pinto Balsemão como proponente, mas afasta-se a partir de 1980, com a morte súbita de Francisco Sá Carneiro.

## Vida pessoal
Marante foi casada com o empresário Henrique Granadeiro, de quem teve um filho e duas filhas, Henrique Miguel, Catarina Maria e Joana Margarida Marante Granadeiro, e de quem se divorciou, e com o também jornalista Emídio Rangel, sem geração.
Assumiu ser dependente de drogas. O vício em cocaína iniciou-se com o marido Emídio Rangel.
Morreu a 5 de Outubro de 2012, vítima de ataque cardíaco.